# HD 47182
HD 47182，又名BD-13 1570，SAO 151700、HR 2428，是一颗恒星，视星等为5.97，位于銀經223.24，銀緯-9.23，其B1900.0坐标为赤經6h 32m 10.4s，赤緯-13° -9.23′ 12″。